# Michel Clémente
Pour les articles homonymes, voir Clemente.
 Michel Clémente, est né le 3 novembre 1955 à Oloron-Sainte-Marie. C’est un ancien joueur de rugby à XV, qui a joué avec l'équipe de France et le FC Oloron au poste de troisième ligne centre (1,85 m pour 96 kg). 

## Carrière de joueur

### En club
- FC Oloron

### En équipe nationale
Il a disputé son premier test match le 4 décembre 1978 contre l'équipe de Roumanie, et le dernier contre l'équipe d'Irlande le 1er mars 1980.
C'est le deuxième international de l'histoire du FC Oloron.
Le 7 novembre 1981, il joue avec les Barbarians français contre la Nouvelle-Zélande à Bayonne. Les Baa-Baas s'inclinent 18 à 28.

## Palmarès en équipe de France
- 3 sélections
- Sélections par année : 1 en 1978, 2 en 1980
- Tournoi des Cinq Nations disputé : 1980

## Autres sélections
- International France A